# روزاريتا طويل
روزاريتا طويل (ولدت في سنة 1988 في بيروت -)، هي ملكة جمال لبنان لسنة 2008. مثلت لبنان في مسابقة ملكة جمال العالم لسنة 2008. تخرجت من الجامعة الأميركية في بيروت.
في عام 2016، ظهرت في عمل تلفزيوني بالمشاركة في استضافة البرنامج اليومي BLIVE على قناة روتانا وإل بي سي، وهو البرنامج اليومي الأول في المملكة العربية السعودية الذي يناقش مواضيع الموضة والجمال والتغذية والتصميم والرياضة وعلم النفس والتكنولوجيا ووسائل التواصل الاجتماعي والفنون والقضايا الطبية مع الضيوف المحليين والإقليميين.
عُينت روزاريتا المعروفة بعملها الإنساني، سفيرة للعلاقات العامة لمنظمة RJLiban غير الحكومية لمساعدة المهاجرين اللبنانيين حول العالم على إعادة التواصل مع لبنان. كان تركيزها الأساسي منصبًا على أمريكا اللاتينية حيث عملت على بناء شبكة قوية ومؤثرة داخل المجتمعات اللبنانية البرازيلية والمكسيكية والأرجنتينية.